# Julio Albarracín Montaña
Julio Gentil Albarracín Montaña (Ibagué, 24 de noviembre de 1942-Bogotá, 27 de agosto de 2011) fue un destacado y virtuoso guitarrista y compositor colombiano, conocido por ser uno de los pioneros de la guitarra clásica en Colombia

## Biografía
Inició sus estudios en el Conservatorio del Tolima en Ibagué, a la edad de 8 años. Su primer instrumento fue el violín pero a la edad de 13 años se dedicó a la guitarra.
Sus profesores fueron Domingo González, y Daniel Baquero M. Realizó estudios de armonía con Juan Carruba. A la edad de 19 años comenzó su carrera como concertista, llevando a cabo su primer recital en el Teatro Lido de Medellín; desde entonces se destacó como el precursor de la guitarra clásica en Colombia. En Europa adelantó estudios de música contemporánea con Kakleen Keinell., y posteriormente se especializó en instrumentación con los maestros Blas Emilio Atehortúa y Gustavo Yepes.
Durante su carrera artística, que duró 60 años, Montaña realizó conciertos en España, Francia, Alemania, Suiza, Grecia, Italia, Estados Unidos, Venezuela, Chile, Uruguay, Paraguay, Argentina, Cuba, Costa Rica, Ecuador e Inglaterra. También se presentó como solista con la Orquesta Sinfónica de Colombia, con la Filarmónica de Bogotá y con la Sinfónica de Antioquía. 
En 1975 participó en el Primer Concurso Mundial de Guitarra "Alirio Díaz", que se realizó en Caracas, Venezuela, donde obtuvo el tercer puesto. Más adelante, regresó a esta competencia en calidad de jurado (1994 y 2002), rol que también desempeñó en otros eventos de talla mundial como el Primer Concurso Iberoamericano de Guitarra, el Concurso Nacional de Interpretación Musical Anselmo Durán Plazas y el Festival del Pasillo Colombiano, entre otros. 
Además de ser un gran guitarrista, Gentil Montaña también se destacó como compositor de música colombiana. Dentro de sus obras más reconocidas se encuentran las cinco Suites Colombianas, Doce Estudios de Pasillo, la sonata Canto al Amor para dos guitarras, Tres fantasías y el Preludio para un tema distante. 
Por muchos años el maestro Gentil Montaña fue profesor en la Academia Luis A. Calvo de Bogotá, en la Universidad Pedagógica Nacional y en el Conservatorio de la Universidad Nacional de Colombia, al igual que en la Fundación que lleva su nombre. 
Además de su gran éxito como intérprete, Gentil Montaña fue un reconocido compositor, campo en el que se le considera destacado junto con grandes virtuosos y compositores latinoamericanos como Agustín Barrios, Heitor Villa-Lobos, Antonio Lauro, Leo Brouwer y Manuel Ponce.
Gentil Montaña murió el 27 de agosto de 2011, en Bogotá.

## Composiciones
- El Tolimense,[2] Bambuco
- El Pijao San Juanero
- Suites Colombianas:
  - N.º 1: Danza, Canción, Guabina y Pasillo.
  - N.º 2: Pasillo, Guabina, Bambuco y Porro.
  - N.º 3: Pasillo, Guabina, Danza, Bambuco.
  - N.º 4: Pasillo, Danza, Bambuco, Porro.
- Doce Estudios de Pasillo.
- Estudio homenaje a Fernando Sor
- Sonata "Canto al Amor" para dos guitarras
- Preludio para un tema distante
- Ocho Duetos
- Dos obras para cuarteto de guitarras
- Tres Fantasías (que fueron arregladas para orquesta por el maestro Fernando León)
- diversos dúos, tríos, cuartetos, estudios de pasillos, danzas, bambucos, guabinas, porros, nocturnos, valses.
- Obras para otras formaciones:
  - Dos obras para cuarteto de Cámara
  - Tres cuartetos para saxofones

### Obras para piano
- Suite para grupo de vientos y acordeón
- Para orquesta de cámara: Polka Pizzicato Diana y una Fantasía para orquesta de cámara y guitarra
- Su último trabajo (aún inconcluso) es un Concierto para Guitarra y Orquesta
- Ha escrito música para las películas ¨ "Tres Cuentos Colombianos" y "Guatavita".
- Hizo arreglos para tres documentales cinematográficos americanos, y ha escrito innumerables arreglos para orquesta, grupos de cámara y cuartetos de guitarra, duetos, orquesta típica, cuarteto típico, trío típico, etc.